# Eteri Chkadua
Eteri Chkadua (Geórgia, 1965) é uma pintora georgiana radicada na cidade de Nova York. Depois de estudar arte em Tbilisi, ela emigrou para os Estados Unidos em 1988, onde continua a pintar e usar suas obras como uma forma de falar sobre a cultura e as tradições georgianas. Outros temas que aparecem em suas pinturas são questões de gênero, raça, ecologia, tabus sociais e religiões tratadas com ironia, vitalidade e, às vezes, raiva. Com um estilo apelidado de "Feminismo mágico", suas obras apresentam detalhes ricos inspirados na pintura renascentista flamenga misturada com hiperrealismo e pintura ingênua. Ela representou a Geórgia na Bienal de Veneza em 2007 e expôs em vários museus ao redor do mundo.